# La bruja de Portobello
"La bruja de Portobello" Es una novela del escritor Paulo Coelho. Fue publicada el año 2006. Una historia basada en la fuerza de sus personajes femeninos y en el concepto de amor.

## Argumento
Sherine Khalil, conocida como Athena, es una joven de origen gitano con un don muy especial. Con padres adoptivos, mujer libanesa y un ingeniero industrial de Beirut, a causa de la guerra se fueron a vivir a Londres. Al poco tiempo conoce al que será padre de su hijo, pero por problemas sentimentales se separan. Ya sola y con su hijo no entiende por qué su madre la abandonó, va en busca de ella en un viaje a Rumania, pero en ese viaje logra cambiar su vida y las de los demás.
La bruja de Portobello es la historia de una búsqueda espiritual, las experiencias de una joven que intenta conquistar la libertad y el sentido de su existencia. Su nombre es Sherine Khalil, pero le gusta que la llamen Athena; fue adoptada de pequeña por una pareja libanesa, hija de una gitana de origen rumano que la abandonó en un orfanato. Su familia emigra a Londres como consecuencia de la guerra civil del Líbano. Athena abandona la carrera de Ingeniería y con 19 años decide casarse con Lukás Jessen-Petersen, un chico que conoció en la universidad. Su sueño, o lo que sentía como misión, era ser madre: así nació Viorel, que se convertiría en su mayor prioridad. Quizás por falta de comunicación, inmadurez o por no estar preparados para ser padres tan pronto, la pareja terminó divorciándose. A partir de aquí su vida pareció acelerarse: en la iglesia le negaron la comunión por estar divorciada y ella decidió abandonar para siempre la religión católica; luego se unió a un grupo dirigido por el dueño del piso que ella alquilaba, cuya función era la "búsqueda del vértice" a través del baile; así comenzó a bailar todas las mañanas para estimular todo su ser, y lo que en principio provocó un aumento de su rendimiento personal, después se trasladó a todos sus compañeros de trabajo que compartieron la misma experiencia, lo que contribuyó a mejorar el prestigio y los resultados de la filial de Banco.La trasladaron a una nueva oficina de Banco en Dubái y en el desierto buscó a un beduino que le enseñaría cómo acercarse a Dios a través de la caligrafía; allí descubrió los espacios en blanco que tenía su vida y que necesitaba llenar. Se fue en busca de su verdadera madre y en el camino a Sibiu conoció al periodista Heron Ryan y a Edda que se convertiría en su maestra. Madre e hija se reconciliaron, Athena aprendió y celebró el culto de la Gran Madre, y sintió que sus espacios vacíos se llenaban. Poco a poco se fue iniciando en la tradición de la Gran Madre con la ayuda de Edda, y comenzó a liderar su propio grupo con lo que ella sabía. 
Hasta que un día, bailando en contra del ritmo, entró en contacto con la Madre y pudo ver las cosas a un nivel distinto de realidad, respondiendo las inquietudes y los problemas de los presentes. Athena tomó como discípula a Andrea McCain, actriz de teatro y mujer del periodista. Su grupo fue creciendo y cada vez atraía más multitudes, hasta convertirse en la Bruja de Portobello, con las secuelas abrumadoras de intolerancia e incomprensión que ello acarreaba. La novela está contada de manera diferente, a modo de testimonios de los que la conocieron y amaron. Athena es el ejemplo de mujer auténtica, fuera de lo común, perseverante y poco convencional, que es capaz de seguir su leyenda personal aunque tenga que pagar el precio desear diferente. La historia es un pretexto para transmitir un mensaje, quienes solo busquen literatura quizás se queden insatisfechos, porque no por ser una lectura sencilla es menos profunda. Este es uno de esos libros que tienen una segunda parte que es personal, que parte de la propia reflexión y aprehensión de conocimientos. Coelho, más que un escritor, es también un maestro que intenta sacar a flote lo que llevamos dentro,e impulsarnos en nuestra propia búsqueda con sus experiencias y filosofía de vida. En Athena se verán reflejados todos los jóvenes que ambicionan nuevas oportunidades y desean volar en busca de sus sueños. La realización personal se gesta cuando uno emprende su propio camino hacia lo que nos completa como seres de la creación, cuando uno apuesta sin miedo al fracaso o a lo desconocido y encuentra verdadero significado a su vida.

## Personajes
perrsonajes principales:
- Sherine Khalil o Athena, personaje sobre el cual gira la novela.

personajes secundarios
- Heron Ryan, un periodista que se enamora de Athena en un viaje a Transilvania.
- Andrea McCain, una actriz de teatro y novia de Heron Ryan, discípula de Athena.
- Deidre O' Neill o Edda, una de sus maestras, que describe Athena como una virgen, una mártir, una santa y una bruja.
- Lukás Jessen-Petersen, exmarido de Athena con el que Athena contrajo matrimonio a muy temprana edad.
- Viorel, hijo de Athena y Lukás Jessen-Petersen.
- Samira R. Khalil, madre adoptiva de Athena.
- Liliana, madre biológica de Athena.
- Padre Giancarlo Fontana, consejero espiritual de Athena hasta el momento de su divorcio.
- Pavel Podbieslki, líder del grupo conocido como "la búsqueda del vértice"
- Peter Sherney, director de la filial de banco en la que Athena trabajaba.
- Nabil Alaihi, maestro de caligrafía de Athena en Dubái.
- Antoine Locadour, historiador que hace comentarios relevantes dentro de la novela.

- Datos: Q2010009

[[Categoría:Novelas de Paulo Coelho|La Bruja de Portobello (Coelho)